# SS Imperator
SS Imperator  je bil nemški čezoceanski potniški parnik, zgrajen za nemško pomorsko družbo Hamburg America (Hamburg Amerikanische Paketfahrt Aktien Gesellschaft ali HAPAG).  
Splovljena je bila leta 1912. Ob zaključku gradnje junija 1913 je bila največja potniška ladja na svetu po bruto tonaži, ki je s tem presegla takrat največjo ladjo britanske družbe White Star Line, Olympic. Imperator je bil prvi izmed treh zaporedoma večjih ladij družbe Hamburg Line, ki so vključevali SS Vaterland (kasneje ameriški Leviathan) in SS Bismarck (po vojni kupljen in preimenovan v Majestic za čezatlantski potniški promet družbe White Star Line).  
Imperator je 14 mesecev služil na čezatlantski poti za HAPAG, vse do začetka prve svetovne vojne, nato pa je ostala v pristanišču v Hamburgu. Po vojni je bila ladja za kratek čas naročena v ameriško mornarico in preimenovala v USS Imperator (ID-4080) in namenjena za prevoz vojaških enot, pri čemer je vozila ameriške vojake iz Evrope. Po službi v ameriški mornarici je bil Imperator kot del vojne odškodnine predana britanski družbi Cunard Line zaradi izgube svoje RMS Lusitanie, kjer je zadnjih dvajset let svoje kariere plula kot vodilna RMS Berengaria.  

## Gradnja ladje in zgodnja kariera
Gradnja ladje se je začela leta 1910 v ladjedelnici Vulcan v Hamburgu v Nemčiji, svoje prvo potovanje pa je ladja opravila leta 1913. Imperator je bil največja ladja na svetu z 52.117 bruto registrskimi tonami, dokler ni maja 1914 v službo vstopil SS Vaterland.
Pred splovitvijo 23. maja 1912 je britanska družba Cunard Line objavila, da bo njena nova ladja RMS Aquitania, ki je bila takrat med gradnjo v ladjedelnici John Brown v Glasgowu, daljša za 300 milimetrov, kar je v družbi Hamburg povzročilo ogorčenost. Nekaj tednov kasneje so Imperatorju na premec postavili figurasto glavo impozantnega bronastega orla, ki je dolžino ladje povečal za en meter in pol več od Aquitanie. Orla je ustvaril profesor Bruno Kruse iz Berlina, njen prednji del pa je okrasil transparent s krasnim motivom HAPAG-a Mein Feld ist die Welt (Moje polje je svet). Orlu so bila poleti 1914 v nevihti v severnem Atlantiku odtrgana krila, nato pa je bila figura odstranjena in nadomeščena z zlatimi zvitki, podobnimi tistim na krmi.
Med začetnimi testiranji na morju je ladja nasedla na reki Elbi zaradi premajhnega poglabljanja in bliskavice v strojnici, zaradi česar je bilo osem posadk odpeljanih v bolnišnico. Med uradnimi preizkušnjami se je pretrpela v turbinah in odkrili so nekaj težav s stabilnostjo. Preizkusi so bili zato opuščeni, gradbenike pa so poklicali, da izvedejo nujna dela. Po naključju je bilo leto 1913 za Kaiserja srebrno ljubilejno leto, zato ga so čez nočno križarjenje po Severnem morju pripravili, preden je ladja opravila prvo potovanje. Plovba čez noč je bila odpovedana; na koncu je bila izvedena julija istega leta.
Imperator je v sredo, 11. junija 1913, odplul na prvo plovbo pod potevljstvom kapitana Hansa Ruserja in Hamburg-America pa sta za potovanje imenovala še štiri dodatne kapitane, ki so zagotovili, da je vse potekalo brez težav. Na poti se je ustavila v Southamptonu in Cherbourgu, preden je nadaljevala pot čez Atlantik do New Yorka in priplula 19. junija 1913. Na krovu je bilo 4.986 ljudi, od tega 859 potnikov prvega razreda, 647 potnikov drugega razreda, 648 potnikov tretjega razreda,  1.495 v krmarju in 1.332 posadke. Ladja se je v Evropo vrnila iz Hobokena v New Jerseyju 25. junija 1913.  
Ob prvem prihodu je pristaniški pilot, ki je bil zadolžen, da ga pripelje v kanal Ambrose, kapitan George Seeth, opozoril, da je ladja plula od strani do strani, ko je krmilo spremenilo smer ladje. Kmalu je dobila vzdevek "Poslušalka".
Oktobra 1913 se je Imperator vrnila v ladjedelnico Vulkan, da bi olajšala drastična dela za izboljšanje vodljivosti in stabilnosti, saj je bilo ugotovljeno, da je njeno težišče previsoko (glej metacentrično višino). Da bi odpravili težavo, so kopalnice iz marmorja v prvem razredu odstranili, težko pohištvo pa zamenjali z lahkim pletenim trsom. Ladijski propelerji so bili v višino zmanjšani za 3 m. Na koncu so na dvojno dno ladje kot balast nalili 2000 ton cementa. To delo je stalo 200.000 funtov, kar je morala ladjedelnica nositi v okviru petletne garancije lastnikom ladij. Hkrati je bil na celotni ladji nameščen napreden sistem za brizganje ognja, saj se je na krovu pojavilo več požarov, odkar je ladja začela obratovati.
Med prenovo Imperatorja leta 1914 je kapitan Ruser kapitanu Theu Kierju predal poveljstvo nad svojo ladjo in odšel, da je prevzel poveljstvo nad večjo vodilno ladjo Vaterland, ki se je bližala koncu gradnje.  Imperator se je vrnil v čezatlantsko službo 11. marca, v New York pa je priplul pet dni kasneje 19. marca. 
Med razkošnimi lastnostmi je Imperator za svoje prvorazredne potnike imel bazen v pompejskem slogu, visok dva nivoja.

## Prva svetovna vojna in služenje v ameriški mornarici
Konec julija 1914, ko se je začela prva svetovna vojna, se je Imperator vrnil v Hamburg, kjer se je zasidral in ostal zasidran v pristanišču več kot štiri leta. Po sprejetim premirju 11. novembra 1918 je Imperator prevzel Zavezniški sporazum o ladijskem prometu in financiranju ter ga dodelil ZDA za začasno uporabo kot prevoz ob Vaterlandu, ki se je zdaj preimenoval v SS Leviathan in ameriško servisno osebje domov pripeljalo iz Francije. 
Preimenovan je bil v USS Imperator (ID-4080) v začetku maja 1919. Potem ko je ladja sprejela 2100 ameriških vojakov in 1100 potnikov, je Imperator 15. maja 1919 zapustil Brest v Franciji in teden dni kasneje prispel v New York. V sodelovanju s križarkami in transportnimi silami je od 3. junija do 10. avgusta izvedla tri plovbe od New Yorka do Bresta in v ZDA pripeljala več kot 25.000 vojakov, medicinskih sester in civilistov. 
Medtem ko je bil 17. junija 1919 na poti v New York, je Imperator pomagal francoski križarki Jeanne d'Arc, ki se je pokvarila v Atlantskem oceanu. Brazilski predsednik je bil na krovu Jeanne d'Arc in Imperator je njega in njegovo skupino sprejel na prevoz v ZDA, ki so tja prispeli nekaj dni kasneje.
Izpuščen v Hobokenu v New Jerseyju v začetku leta 1919 je bil Imperator 20. septembra premeščen k britanskemu nadzorniku ladijskega prometa in sklenjeno je bilo, da bo ga bo prevzela družba Cunard Line, kot del nemške vojne odškodnine za potop ladje RMS Lusitania. Kapitan Charles A. Smith in celotna posadka je bila poslana v New York na RMS Carmanio, novi operaterji in uradna predaja ameriškega ladijskega odbora Cunardu je bila 24. novembra. Nato je bil Imperator premeščen na Cunardov pomol št. 54 za Cunardovo službo. 

## Služenje v družbi Cunard Line kot Berengaria
Ladja je priplula v Southampton v nedeljo 10. decembra 1919, nato pa se odpravila proti Liverpoolu, kjer je bila predvidena hitra prenova (na prvo pot za nove lastnike naj bi odpotovala 10. januarja 1920).  Po pregledu je bilo ugotovljeno, da je ladja v slabem stanju. Med prenovaljanjem v suhem doku 6. januarja 1920 je bilo ugotovljeno, da na krmilu ladje manjka kos, propelerji pa so trpeli zaradi erozije na prednjih robovih. Te številke so se udeležili, medtem ko so ladjo obnavljali s predmeti, izposojenimi s plovil Cunardovih Transilvania in Carmania. 
Zaradi obsega dela, ki ga je bilo treba opraviti, je Imperator ostal v Liverpoolu do 21. februarja istega leta, v tem času pa je bila na krovu letna večerja družbe, preden se je ladja vrnila v obratovanje v severnem Atlantiku. 2. marca 1920 je ladja zapustila New York in devet dni pozneje prispela do Southamptona. Med plovbo je Imperator razvil resen nagib, za katerega je bilo ugotovljeno, da ga je povzročil napačen izmetalnik pepela. Cunard se je odločil, da ladja potrebuje večji remont, in je bila zato umaknjena iz čezatlantske službe. 
Kapitan Sir Arthur Rostron, nekdanji kapitan Carpathie v času reševanja s Titanica, je prevzel poveljstvo Imperatorja julija 1920. Naslednje leto sta bila Imperator in RMS Aquitania poslana v ladjedelnice Armstrong Whitworth, da bi jih iz kurjenja premoga predelali v nafto. 
Ladja je bila februarja 1921 preimenovala iz Imperator v Berengaria, po angleški kraljici Berengaria iz Navarre, žene Richarda Levjesrčnega. Mnogo ladij Cunarda je dobilo imena po delih Rimskega imperija in se je končalo z "ia".  Kot več drugih ladij Cunard je tudi RMS Berengaria ohranila "ia", ki se konča z njenim imenom, vendar ni bila poimenovana po provinci starodavnega sveta.
Septembra 1925 se je sprožilo varnostno opozorilo na morju, ko so pisarne družbe Cunard Line v New Yorku prejele sporočilo, da je bila na krovu Berengarie bomba; ladja je bila tedaj 1200 milj oddaljena od New Yorka in je bila na poti proti Southamptonu. Ladjo so preiskali, čeprav potniki in večina posadke niso bili obveščeni o vzroku. Gasilska vaja je bila izvedena tik pred domnevnim časom detonacije, zato so bili potniki lahko postavljeni blizu svojih postaj za reševalne čolne, ne da bi vzbujali sum. Grožnja z bombo se ni uresničila. 
11. maja 1932 se je Berengaria nasedla v ožini Solent ob otoku Wight. Uro kasneje so jo rešili. 
Maja 1934 je bila Berengaria spet na naslovnicah, ko je ponovno nasedla v Calshotu v ožini Solent. Rešili so jo štirje vlačilci iz Southamptona. Ladja ni utrpela škode in incident ni vplival na njen vozni red. 
Kljub svoji nemški dediščini je Berengaria služila kot vodilna ladja družbe Cunard Line, dokler je leta 1934 po združitvi Cunarda z White Star Line ni zamenjala njena sestrska ladja RMS Majestic (tudi nemško: ex-SS Bismarck). V poznejših letih je bila Berengaria uporabljena za križarjenja, ki se izogibajo prepovedi, kar ji je prineslo šaljiv vzdevek "Bargain-area". 
Proti koncu svoje življenjske dobe je ladja utrpela več električnih požarov, ki so nastali zaradi staranja električnih žic in kablov na krovu, Cunard-White Star Line pa se je leta 1938 odločil, da jo upokoji. Prodana je bila Sir Johnu Jarvisu, ki je prav tako kupil ladjo RMS Olympic, da bi zagotovil delo za brezposelne delavce v Jarrowu, okrožje Durham. Berengaria je pod poveljstvom kapitana Georgea Gibbonsa odplula proti reki Tyne, da bi jo razstavili do vodne črte. Zaradi velikosti ladje in začetka druge svetovne vojne septembra 1939, se je razstavljanje ladje popolnoma končalo šele po vojni, leta 1946.